# Daniel Mladenow
Daniel Wenzislawow  Mladenow (auch Daniel Ventsislavov Mladenov, bulgarisch Даниел Венциславов Младенов) (* 25. Mai 1987 in Kjustendil, Bulgarien) ist ein bulgarischer Fußballspieler. Er spielt auf der Position eines Stürmers.

## Karriere
Mladenow begann seine Karriere in seiner Geburtsstadt bei Welbaschd Kjustendil. Bis 2004 spielte er dort in der Jugendmannschaft, bis 2007 in der Profimannschaft. Im Jahre 2010 kam er über Marek Dupniza und Pirin Blagoewgrad zu Lewski Sofia. Sein Debüt gab er beim Europa-League-Spiel gegen den Dundalk FC. Beim 6:0-Sieg von Lewski Sofia schoss Mladenow zwei Tore.
Am 3. August 2012 unterschrieb Mladenow einen Zweijahresvertrag bei FC Tschernomorez Burgas. Anfang 2013 verließ er Burgas und ging zum abstiegsbedrohten PFK Montana. Nach dessen Abstieg nahm ihn im Sommer 2013 Tscherno More Warna unter Vertrag. Im Sommer 2014 wurde sein Vertrag nicht verlängert. Er schloss sich kurzzeitig dem Oborischte Panagjurischte an und blieb dort bis zum Sommer 2015. Danach ging es für Mladenow für eine Saison zu Septemwri Simitli, dann für eine Saison zu Pirin Blagoewgrad. Ab Anfang 2018 spielte er beim SFK Etar Weliko Tarnowo. 2020 schloss er sich ZSKA 1948 Sofia an.